# 824
| Calendário gregoriano                                                        | 824 DCCCXXIV                                          |
| Ab urbe condita                                                              | 1577                                                  |
| Calendário arménio                                                           | 273 – 274                                             |
| Calendário bahá'í                                                            | -1020 – -1019                                         |
| Calendário budista                                                           | 1368                                                  |
| Calendário chinês                                                            | 3520 – 3521 Início a 4 de fevereiro (aproximadamente) |
| Calendário copta                                                             | 540 – 541                                             |
| Calendário etíope                                                            | 816 – 817                                             |
| Calendários hindus - Vikram Samvat - Calendário nacional indiano - Cáli Iuga | 879 – 880 745 – 746 3924 – 3925                       |
| Calendário Holoceno                                                          | 10824                                                 |
| Calendário islâmico                                                          | 208 – 209                                             |
| Calendário judaico                                                           | 4584 – 4585                                           |
| Calendário persa                                                             | 202 – 203                                             |
| Calendário rúnico                                                            | 1074                                                  |
| Calendário solar tailandês                                                   | 1367                                                  |

824 (DCCCXXIV, na numeração romana) foi um ano bissexto do século IX, do Calendário Juliano, da Era de Cristo, teve início a uma Sexta-feira e terminou a um Sábado, e as suas letras dominicais foram C e B.
| Ano completo                          |
| ------------------------------------- |
| Ano bissexto com início à sexta-feira |

## Eventos
- 11 de Maio — É eleito o Papa Eugénio II.
- Luís I, o Piedoso, rei dos Francos, impõe a sua autoridade aos Estados papais.
- Revoltas de nobres da Gasconha são sufocadas por Luís I.
- Os condes francos Elbe e Aznar, súbditos de Luís I, tentam reconquistar Pamplona, mas são derrotados naquilo que por vezes se designa a segunda Batalha de Roncesvales.
- Batalha entre Abderramão III, califa de Córdova e o conde Hermenegildo em Rio Tinto (Gondomar).

## Nascimentos
- Hrómundur Þórisson, explorador víquingue e um dos primeiros colonizadores de Borgarfjörður.

## Mortes
- 11 de Fevereiro — papa Pascoal I.
- Heizei, 51.º imperador do Japão.
- 25 de dezembro - Han Yu, escritor chinês  (n. 768).